# Kaspar Anton Carl van Beethoven
Kaspar Anton Carl van Beethoven (Bona, batizado em 8 de abril de 1774 — Viena, 15 de novembro de 1815), foi um compositor, historiador e músico alemão do século XIX. Ele era o segundo filho de Johann von Beethoven e Maria Magdalena Keverich, portanto irmão de Ludwig van Beethoven.
Ele ajudou a compor juntamente com Ludwig van Beethoven, mas fica surdo em torno dos 15 anos devido a um gene que herdou de seus pais, assim como todos os seus outros irmãos, inclusive Ludwig.
Morreu de tuberculose.